# Jaguar Mark VII
La Jaguar Mark VII, une automobile de grand tourisme à quatre portes, fut produite par le constructeur britannique Jaguar de 1950 à 1956. Présentée au Salon international de l'automobile de Londres de 1950 en tant que successeur de la Jaguar Mark V, elle fut baptisée Mark VII en raison de l'existence sur le marché d'une Bentley Mark VI. Une version de la Jaguar Mark V dotée du moteur XK avait été initialement désignée comme la Mark VI, mais il est estimé que seulement deux exemplaires furent assemblés.
Dans sa version inaugurale de 1950, le modèle Mark VII était capable de surpasser les 160 km/h. En 1952, il acquit la distinction d'être la première Jaguar à proposer, en guise d'option, une transmission automatique. 
Les Mark VII ont joui d'une réussite notable dans les compétitions de course et de rallye.

## Mark VII (1950–1954)

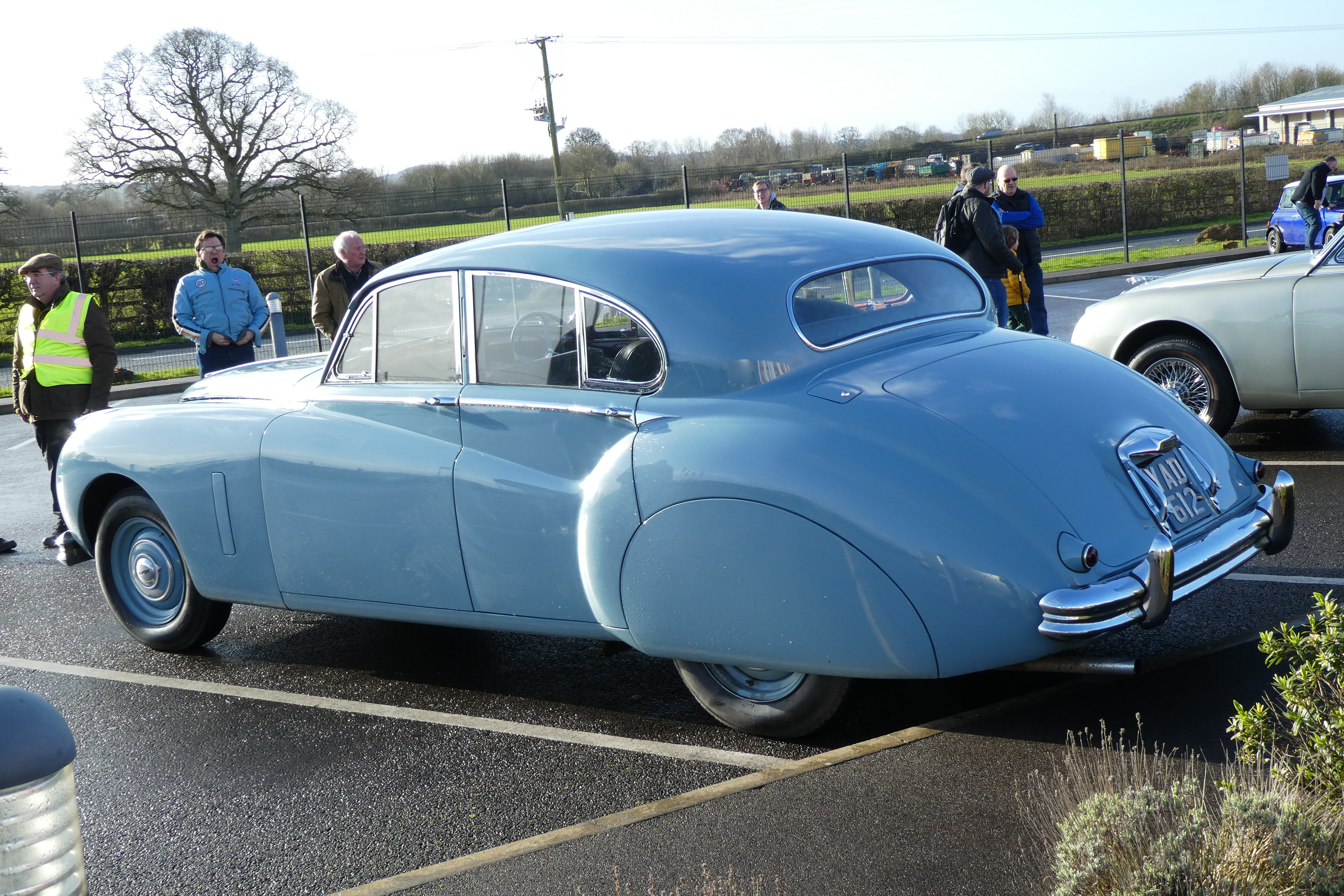
Arrière de la Jaguar Mark VII

Le châssis Mark VII, issu de la lignée de la Jaguar Mark V, conserve un empattement identique de 3 048 mm. Néanmoins, la silhouette de ce nouveau modèle se voit gratifiée d'une allure plus aérodynamique. Les phares et les ailes, jadis distincts, se trouvent désormais intégrés harmonieusement à la carrosserie. Le pare-brise, autrefois d'un seul tenant, se présente dorénavant scindé en deux parties. L'on notera également un porte-à-faux arrière plus prononcé, conférant à l'automobile une prestance accrue. À l'instar de son illustre devancière, la Mark V, les roues postérieures demeurent partiellement dissimulées par des carénages amovibles.

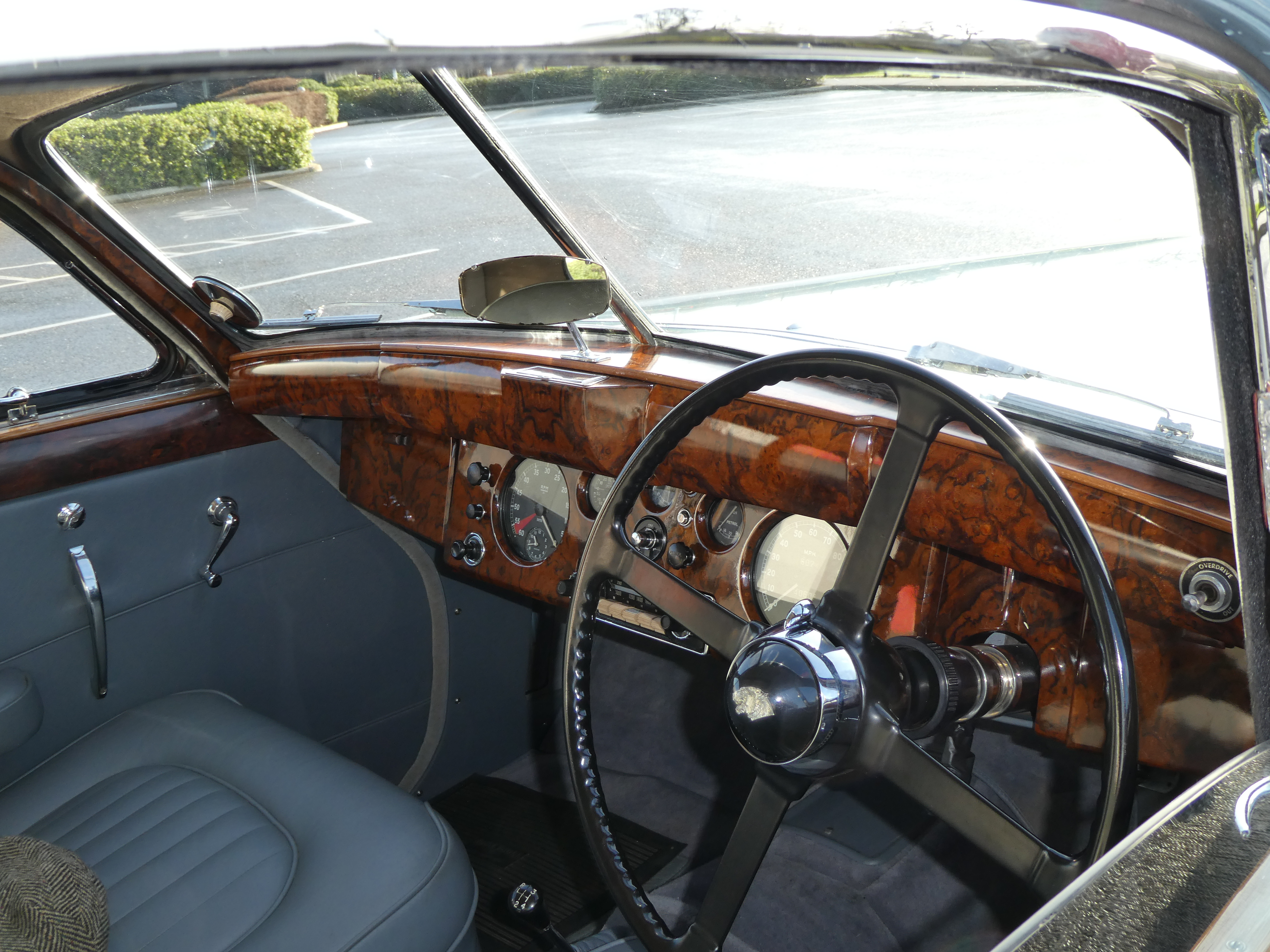
Intérieur de la Jaguar Mark VII

Tandis que le Mark V était mû par un moteur à tige de poussée conçu durant l'antebellum et initialement élaboré par la Standard Motor Company, le Mark VII, quant à lui, se trouvait propulsé par le tout nouvellement conçu moteur XK. Ce dernier fit sa première apparition sur le modèle XK120 de 1948. Ledit propulseur, un six cylindres en ligne à double arbre à cames en tête, d'une cylindrée de 3 442 centimètres cubes, octroyait à la berline des performances analogues à celles de la XK120 susmentionnée. Il est à noter que la vitesse maximale revendiquée pour ce véhicule excédait les 160 km/h.
Lors de la conception de ladite automobile, les ingénieurs de la firme Jaguar estimaient que la majeure partie de leur clientèle se trouverait outre-mer. Cette supposition découlait principalement du fait que la taxe automobile en vigueur dans le Royaume-Uni d'alors frappait lourdement les acquéreurs de véhicules dotés de moteurs de forte cylindrée. Néanmoins, le commencement de la production coïncida fortuitement avec l'atténuation de la rigueur économique qui sévissait en Grande-Bretagne depuis la fin des hostilités. En 1951, l'accueil des plus chaleureux réservé à ce véhicule tant sur le sol britannique que sur le continent américain incita les dirigeants de Jaguar à transférer les chaînes de montage vers des locaux plus vastes. Ils jetèrent leur dévolu sur l'usine de Browns Lane, un établissement industriel érigé durant la Seconde Guerre mondiale en tant qu'unité de production dissimulée, et qui se trouvait alors disponible pour une exploitation immédiate. 
Les données de rendement divulguées pour le modèle Mark VII reposaient sur un rapport volumétrique ordinaire de 8:1. Toutefois, ce dernier ne seyant point à l'essence à faible indice d'octane en usage sur le marché britannique, un moteur doté d'un rapport de 7:1 était proposé en sus. Il sied de noter que les périodiques automobiles d'outre-Manche ont jaugé les aptitudes du véhicule muni d'un rapport volumétrique plus élevé en empruntant la voie rapide reliant Ostende à Bruxelles, en Belgique, où l'on pouvait se procurer un carburant à indice d'octane de 80. Un exemplaire de la Mark VII, testé par The Motor en 1952, atteignit une vitesse maximale de 162,7 km/h. Le véhicule fut en mesure d'accélérer de 0 à 97 km/h en 13,7 secondes et consomma 16,1 L/100 km. L'automobile fut acquise pour la somme de 1 693 livres sterling, toutes taxes comprises. 
En 1952, la Mark VII est devenue la première Jaguar à être proposée avec une transmission automatique.
À l'époque où l'on procéda à l'amélioration dudit modèle, le hissant au rang de la spécification M en 1954, l'on dénombrait déjà une production cumulée s'élevant à 20 908 du véhicule susmentionné.

## Mark VII M (1954-1956)
La Mark VII M fut présentée à l'occasion du Salon automobile de Londres en 1954, au mois d'octobre. Malgré la conservation du même volume cylindrique et du même rapport volumétrique de 8 contre 1, l'introduction d'arbres à cames novateurs à grand débattement accrut la puissance jusqu'à 141 kW. Cela conféra audit véhicule une vitesse maximale annoncée de 167 km/h.

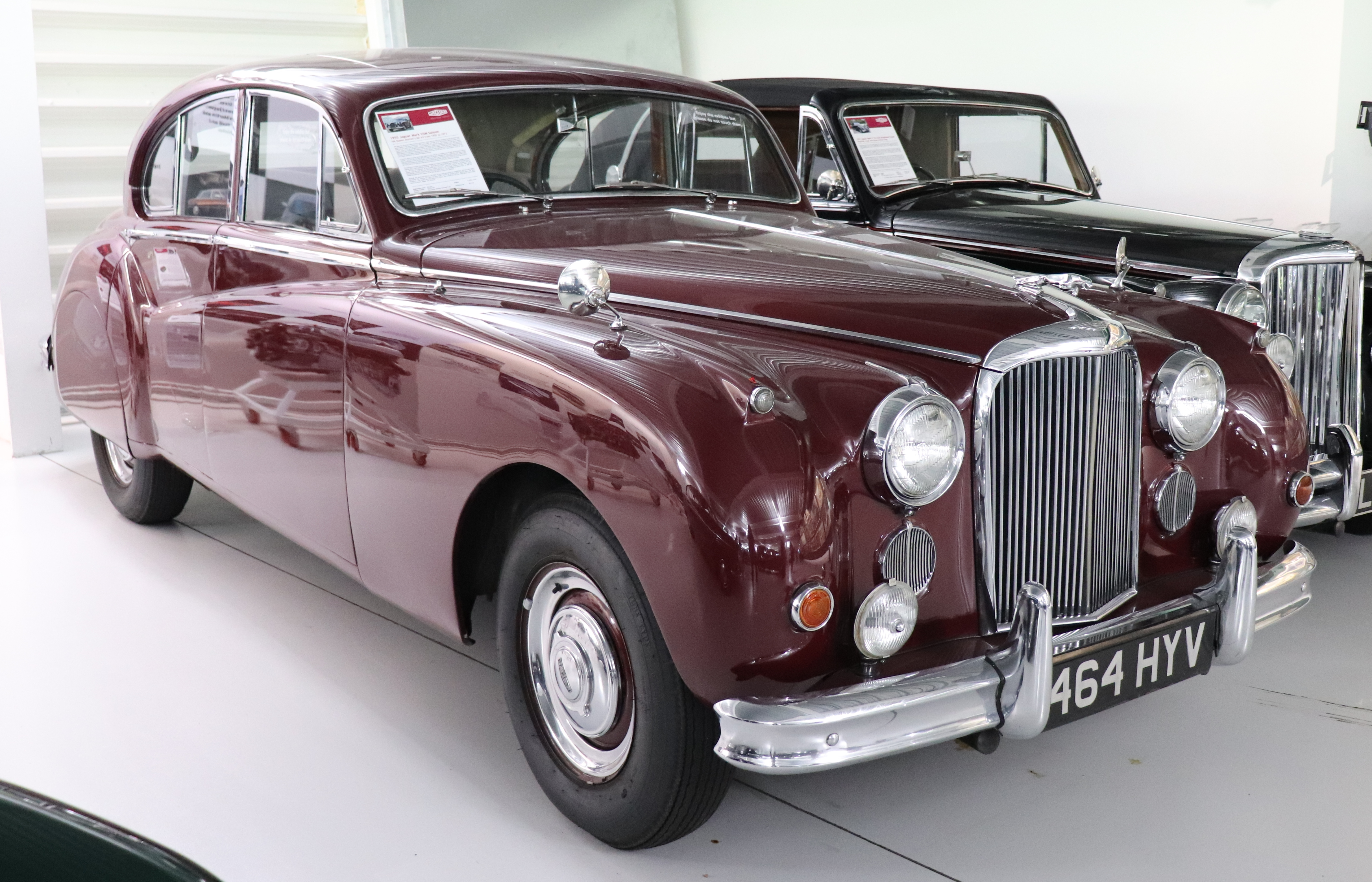
Jaguar Mark VII M

La transmission manuelle à quatre rapports demeura l'équipement de série, nonobstant des modifications notables. Celle-ci fut dotée d'un mécanisme à prise constante et bénéficia d'un étagement des rapports plus serré. Par ailleurs, la boîte automatique de marque BorgWarner, jadis réservée aux modèles Mark VII destinés à l'exportation, devint désormais accessible en option pour la clientèle britannique. Le train avant fut pourvu de barres de torsion de dimensions accrues. Les dispositifs de signalisation latérale, auparavant constitués de bras articulés semblables à des sémaphores, cédèrent la place à des clignotants lumineux.
Distinguant le modèle Mark VII M de son devancier, des grilles de forme circulaire furent apposées au-dessus des avertisseurs sonores, prenant place sous les projecteurs en lieu et place des anciens luminaires auxiliaires intégrés, lesquels furent légèrement espacés et fixés sur le pare-chocs. Il est à noter que les deux pare-chocs s'incurvaient désormais davantage autour des flancs du véhicule. De nouveaux feux arrière de grande dimension, pourvus de réflecteurs incorporés, englobaient dorénavant les indicateurs de changement de direction. Les nouveaux phares furent équipés de verres diffuseurs inspirés de ceux utilisés lors des compétitions automobiles du Mans. Les sièges, désormais conçus sur toute la longueur, intégraient un rembourrage Dunlopillo. 
En 1956, lors de l'éclosion de la crise de Suez, le Royaume-Uni, prévoyant une pénurie d'essence, vit surgir dans ses rues des véhicules à bulles, fruit de l'ingéniosité face à l'adversité. Jaguar porta son attention sur ses berlines de moindre envergure (la Mark I 2.4 ayant fait son entrée en 1955). Force fut de constater que ni la Mark VII M, ni ses successeurs, quoique plus puissants mais fort gourmands en carburant, ne purent égaler les chiffres de production de la Jaguar Mark VII originelle. Cependant, avant de céder sa place à la Mark VIII, la Mark VII M parvint à écouler 10 061 exemplaires durant les deux années de sa fabrication. 

## Courses et rallyes
Les deux déclinaisons du modèle Mark VII ont, en leur temps, connu le succès dans le domaine des compétitions automobiles. 

## Blibliographie
- Schrader, Halwart : Typenkompass Jaguar - Personenwagen seit 1931, Motorbuch-Verlag, Stuttgart (2001), (ISBN 3-613-02106-4)
- Stertkamp, Heiner : Jaguar - Die komplette Chronik von 1922 bis heute, 2. Éditions Heel (2006), (ISBN 3-89880-337-6)